# HD 44333
HD 44333 è una stella di magnitudine 6,29 situata nella costellazione dell'Unicorno. Dista 334 anni luce dal sistema solare.

## Osservazione
Si tratta di una stella situata nell'emisfero celeste boreale, ma molto in prossimità dell'equatore celeste; ciò comporta che possa essere osservata da tutte le regioni abitate della Terra senza alcuna difficoltà e che sia invisibile soltanto nelle aree più interne del continente antartico. Nell'emisfero nord invece appare circumpolare solo molto oltre il circolo polare artico. Essendo di magnitudine pari a 6,3, non è osservabile ad occhio nudo; per poterla scorgere è sufficiente comunque anche un binocolo di piccole dimensioni, a patto di avere a disposizione un cielo buio.
Il periodo migliore per la sua osservazione nel cielo serale ricade nei mesi compresi fra dicembre e maggio; da entrambi gli emisferi il periodo di visibilità rimane indicativamente lo stesso, grazie alla posizione della stella non lontana dall'equatore celeste.

## Caratteristiche fisiche
HD 44333 è una stella tripla: A e B, separate da 0,3 secondi d'arco, sono stelle bianche di sequenza principale, rispettivamente di classe A4 e A9 e ruotano attorno al comune centro di massa in circa 100 anni., il semiasse maggiore dell'orbita, alla distanza alla quale è posto il sistema, è di circa 27 UA. La componente A è binaria a sua volta, anzi è catalogata come binaria a eclisse, anche se non è chiaro il periodo orbitale la sua magnitudine varia tra 6,25 e 6,33.